# Go and say goodbye
Go and say goodbye is een lied van Buffalo Springfield. De band bracht het in 1966 uit op het debuutalbum Buffalo Springfield. Ook verscheen het op de B-kant van hun debuutsingle Nowadays Clancy can't even sing.

## Tekst en muziek
Het is een vroege countryrocker die een mix kent tussen Beatles- en klassieke countrymuziek. Het nummer kent een snel ritme waaraan verschillende snaarinstrumenten zijn toegevoegd, waaronder een steelgitaar. Het wordt door Ultimate Classic Rock tot de Top 10 van Buffalo Springfield-liedjes gerekend.
Het is te merken dat het aan het begin van het korte tijdperk van Buffalo Springfield opgenomen werd. De harmonie tussen de verschillende bandleden was er namelijk nog in de relationele sfeer en brengen de bandleden in dit nummer ook tot uitdrukking in het close harmony -zanggeluid. De kwaliteit ervan komt in de geremasterde versie in de Box set (2001) beter naar voren dan de eerste persingen.

## Uitvoeringen en covers
Het nummer verscheen later nog op verschillende verzamelalbums, zoals op Retrospective: The best of Buffalo Springfield (1969), Buffalo Springfield (1973) en Box set (2001).
Het nummer werd gecoverd door enkele andere artiesten. Zo verscheen het bijvoorbeeld op het muziekalbum van Poco (A good feelin' to know, 1972), waarin Stills ook meespeelde. Ook nam de Amerikaanse countryrockband Blue Dogs het enkele decennia later nog eens op (Music for dog people, 1991).